# Ferrocarril del Istmo de Tehuantepec
| Ein Zug fährt aus der Endstation Salina Cruz (2024) |                      |                                        |                                        |
| Geographischer Streckenplan |                      |                                        |                                        |
| Kursbuchstrecke: | Z                    |                                        |                                        |
| Streckenlänge: | 308 km               |                                        |                                        |
| Spurweite: | 1435 mm (Normalspur) |                                        |                                        |
| Streckengeschwindigkeit: | 115 km/h             |                                        |                                        |
| |                      |                                        |                                        |
| \| \| \| Strecke FA nach Palenque \| \| \| \| Río Coatzacoalcos (980 m) \| \| \| \| Puerto de Coatzacoalcos \| \| \| \| Coatzacoalcos \| \| \| \| Strecke ZA zur Raffinerie Minatitlán \| \| \| \| Jáltipan de Morelos \| \| \| \| MEX 145D \| \| \| \| Strecke G nach Córdoba \| \| \| \| Medias Aguas \| \| \| \| Jesús Carranza \| \| \| \| ehem. Strecke nach Córdoba \| \| \| \| Río Coatzacoalcos (209 m) \| \| \| \| Donají \| \| \| \| MEX 185 \| \| \| \| Mogoñé \| \| \| \| Matías Romero \| \| \| \| Chivela \| \| \| \| MEX 185D \| \| \| \| Strecke K nach Ciudad Hidalgo (im Bau) \| \| \| \| Río los Perros (107 m) \| \| \| \| Ixtepec \| \| \| \| Río Tehuantepec (279 m) \| \| \| \| Salina Cruz \| \| \| \| Puerto de Salina Cruz \| |                      |                                        |                                        |
| Strecke |                      | Strecke FA nach Palenque               | Strecke FA nach Palenque               |
| Brücke über Wasserlauf |                      | Río Coatzacoalcos (980 m)              | Río Coatzacoalcos (980 m)              |
| Betriebs-/Güterbahnhof Streckenanfang und quer · Abzweig geradeaus, nach rechts und von rechts |                      | Puerto de Coatzacoalcos                | Puerto de Coatzacoalcos                |
| Bahnhof |                      | Coatzacoalcos                          | Coatzacoalcos                          |
| Abzweig geradeaus, nach links und von links · Strecke quer |                      | Strecke ZA zur Raffinerie Minatitlán   | Strecke ZA zur Raffinerie Minatitlán   |
| Haltepunkt / Haltestelle |                      | Jáltipan de Morelos                    | Jáltipan de Morelos                    |
| Strecke mit Straßenbrücke |                      | MEX 145D                               | MEX 145D                               |
| Strecke quer · Abzweig geradeaus, nach rechts und von rechts |                      | Strecke G nach Córdoba                 | Strecke G nach Córdoba                 |
| Haltepunkt / Haltestelle |                      | Medias Aguas                           | Medias Aguas                           |
| Haltepunkt / Haltestelle |                      | Jesús Carranza                         | Jesús Carranza                         |
| Strecke quer (außer Betrieb) · Abzweig geradeaus und ehemals von rechts |                      | ehem. Strecke nach Córdoba             | ehem. Strecke nach Córdoba             |
| Brücke über Wasserlauf |                      | Río Coatzacoalcos (209 m)              | Río Coatzacoalcos (209 m)              |
| Haltepunkt / Haltestelle |                      | Donají                                 | Donají                                 |
| Strecke mit Straßenbrücke |                      | MEX 185                                | MEX 185                                |
| Haltepunkt / Haltestelle |                      | Mogoñé                                 | Mogoñé                                 |
| Haltepunkt / Haltestelle |                      | Matías Romero                          | Matías Romero                          |
| Haltepunkt / Haltestelle |                      | Chivela                                | Chivela                                |
| Strecke mit Straßenbrücke |                      | MEX 185D                               | MEX 185D                               |
| Abzweig geradeaus, ehemals nach links und ehemals von links · Strecke quer (außer Betrieb) |                      | Strecke K nach Ciudad Hidalgo (im Bau) | Strecke K nach Ciudad Hidalgo (im Bau) |
| Brücke über Wasserlauf |                      | Río los Perros (107 m)                 | Río los Perros (107 m)                 |
| Haltepunkt / Haltestelle |                      | Ixtepec                                | Ixtepec                                |
| Brücke über Wasserlauf |                      | Río Tehuantepec (279 m)                | Río Tehuantepec (279 m)                |
| Abzweig geradeaus und nach links · Kopfbahnhof Streckenende und quer |                      | Salina Cruz                            | Salina Cruz                            |
| Betriebs-/Güterbahnhof Streckenende |                      | Puerto de Salina Cruz                  | Puerto de Salina Cruz                  |

Der Ferrocarril del Istmo de Tehuantepec, offizielle Streckenbezeichnung Línea Z, ist eine 308 Kilometer lange Eisenbahnstrecke im Süden Méxikos über den Isthmus von Tehuantepec. Die Strecke ist eingleisig, nicht elektrifiziert und eine von drei Strecken des Projektes Tren Interoceánico als Teil der nationalen Eisenbahninfrastrukturpläne von 2018 bis 2050.

## Geschichte
Das Potenzial einer Atlantik–Pazifik–Route über den Isthmus von Tehuantepec ist lange bekannt. Bereits 1814 genehmigte die spanische Regierung einen Kanal über den Isthmus. Kurz nach der Unabhängigkeit Mexikos im Jahr 1821 wurden Untersuchungen durchgeführt, die den Bau eines Planwagenpfades über den Chivela-Pass empfahlen. Der nördlichste Abschnitt der Route sollte den Río Coatzacoalcos nutzen, der auf der atlantischen Seite der Landenge nach Norden zum Golf von Mexiko fließt. Um Schifffahrt zu ermöglichen, sollte der Fluss ausgebaggert werden. Jedoch wurde keiner dieser Pläne verwirklicht.
Ernsthaftere Planungen begannen Anfang der 1840er Jahre, als José de Garay, der Erste Offizier des Kriegsministeriums, eine Konzession für die Strecke erhielt und eine gründlichere Untersuchung durchführte.
Weitere Untersuchungen führte bis 1852 John G. Barnard für die Tehuantepec Railroad Company of New Orleans (TRCNO) durch, welche die Konzession von de Garay übernahm.
Die Eröffnung der Panama-Eisenbahn im Jahr 1854 stellte eine Konkurrenz für die Tehuantepec-Strecke dar, die Börsenpanik von 1857 erschwerte die Beschaffung von Kapital. Trotzdem gelang es TRCNO, entlang der Strecke eine Wagenstraße zu bauen und ab 1858 einen Personen- und Postdienst von New Orleans nach San Francisco anzubieten. Allerdings war die Transportkapazität zu gering und das Angebot kam zu spät, TRCNO wurde 1860 zahlungsunfähig. Der Ausbruch des Amerikanischen Bürgerkriegs und die zweite Französische Intervention in Mexiko im folgenden Jahr beendeten jede unmittelbare Hoffnung auf eine Wiederbelebung des Projektes.
Nach dem Ende des Bürgerkrieges gab es ein erneutes Interesse an einer transisthmischen Route, insbesondere an einem Kanal. Die Regierung der Vereinigten Staaten setzte 1872 eine Kommission ein. Admiral R. W. Shufeldt hatte 1870 eine neue Untersuchung der Tehuantepec-Route durchgeführt, doch trotz ihres positiven Berichts empfahl die Kommission 1876 eine Route durch Nicaragua. Es kam jedoch zu keiner staatlichen Maßnahme und der eigentliche Bau des Kanals begann 1881 in Panama durch ein französisches Unternehmen unter der Leitung von Ferdinand de Lesseps.
James Buchanan Eads schlug eine radikal andere Lösung vor: ein Eisenbahnschiff. Anstelle eines Kanals schlug er eine sechsgleisige Eisenbahnstrecke über die Landenge vor, bei der Schiffe von bis zu 6000 Tonnen in einer speziell konstruierten Wiege transportiert werden sollten. Eads' Ideen fanden in den Vereinigten Staaten beträchtliche Unterstützung, doch er starb 1887, und dies bedeutete praktisch das Ende des Vorschlags.
Der Bau einer Eisenbahnstrecke wurde währenddessen fortgesetzt und 1894 fertiggestellt. Allerdings gab es viele Probleme, darunter unzureichende Hafenanlagen und unterschiedliche Baustandards entlang der Strecke. Es wurde schnell klar, dass eine vollständige Überholung notwendig war. Die Strecke wurde stabilisiert und, wo nötig, wurden Bauwerke erneuert. In Coatzacoalcos und Salina Cruz wurden neue Hafenanlagen errichtet. Die überarbeitete Strecke wurde 1907 eröffnet. Bei den Lokomotiven handelte es sich um ölbetriebene Dampflokomotiven, damit war die Tehuantepec-Eisenbahn eine der ersten, die diese Energiequelle nutzte.
Die American-Hawaiian Steamship Company, die von San Francisco und Hawaii über die Magellanstraße nach New York City verkehrte, wurde beauftragt, an beiden Enden der Eisenbahnlinie Dampfschifflinien anzuschließen, die einen 25-tägigen Dienst zwischen San Francisco und New York ermöglichten. Zucker wurde zu einem wichtigen Frachtbestandteil und belief sich auf 250.000 Tonnen jährlich. Der Großteil des Zuckers von Hawaii nach Philadelphia und New York wurde über diese Route verschifft.
Die Ferrocarril del Istmo de Tehuantepec florierte sieben Jahre lang, bis der Panamakanal 1914 eröffnet wurde. Trotz optimistischer Prognosen, dass sowohl für die Bahnstrecke als auch für den Kanal ausreichend Einnahmen zu erzielen seien, ging das Transportvolumen nach 1914 dramatisch zurück. Als weitere belastende Faktoren kamen die Mexikanische Revolution und der Erste Weltkrieg hinzu. Bis in die 1950er Jahre hinein bewältigte die Strecke noch immer einen beträchtlichen Personenverkehr, spielte jedoch keine bedeutende Rolle mehr für den Güterverkehr. Der Betrieb wurde an die Chiapas Mayab Railway verpachtet, bis Genesee & Wyoming ihre Konzession im Jahr 2007 aufgab.

### Modernisierung seit 2020
In den 1980er Jahren verschärfte sich der Niedergang auch beim Personentransport, sodass es nur noch in geringem Umfang für den Güterverkehr und für den Transport von Einwanderern ohne Aufenthaltspapiere diente (aus genau diesem Grund wurde es auch „The Beast“ genannt).
Am 7. Juni 2020 begann unter Präsident Andrés Manuel López Obrador die Sanierung der Bahnstrecke und die Wiederaufnahme des Personenverkehres. Das Projekt umfasst den Neubau des Oberbaues, wodurch die Geschwindigkeit der Güterzüge von 20 auf 70 Kilometer pro Stunde (von 12 auf 43 Meilen pro Stunde) erhöht werden soll, und Personenzüge mit Geschwindigkeiten von bis zu 100 Stundenkilometern verkehren können. Die Modernisierung der Línea Z umfasst neun Personenbahnhöfe, sieben Überholbahnhöfe, zwei Versorgungsstationen, vier Güterterminals, ein Kontrollzentrum sowie zwei Abstellanlagen.
Im Februar 2022 entgleiste während Gleisbauarbeiten ein Güterzug, nachdem Schwellen auf dem Abschnitt Palomares–Nuevo Progreso gebrochen waren. Bei dem Unfall wurde die Radaufhängung eines der Wagen zerstört, was zu größeren Schäden an den Schwellen und Schienen führte, die schließlich auf einer Strecke von zwei Kilometern ausgetauscht werden mussten.
Als Erstes wurde der Abschnitt Medias Aguas–Salina Cruz über 212 Kilometer, 82 Brücken und 290 Durchlässe Ende August 2023 eröffnet. Der erste Güterzug, der auf den neu renovierten Gleisen fuhr, transportierte zehn Waggons mit Zement und zwei Waggons mit Flusssäure. Das war genug Gewicht für die neuen Schienen, Schwellen und den ausgetauschten Schotter.
Am 22. Dezember 2023 wurde der Personenzugverkehr der Ferrocarril del Istmo de Tehuantepec von Coatzacoalcos nach Salina Cruz eröffnet, und im Laufe des Jahres 2024 wurden neue Überholgleise ausschließlich zur Beschleunigung des Gütertransports gebaut.

## Streckenverlauf
Von der Hafenstadt Coatzacoalcos an der Atlantikküste führt die Strecke zunächst in südwestlicher Richtung durch leicht hügeliges Gelände nach Medias Aguas. Dort zweigt nach Westen die Strecke G nach Córdoba ab. Der Ferrocarril del Istmo de Tehuantepec wendet sich nunmehr nach Süden und erreicht das Bergland, was die Strecke über rund 150 Kilometer bis kurz vor Ixtepec sehr kurvenreich werden lässt. Hier zweigt die Strecke K ostwärts ab, die über Ciudad Hidalgo Anschluss nach Guatemala herstellt. Die Strecke Z ihrerseits führt von hier Richtung Südwesten fast schnurgerade, unter westlicher Umfahrung von Santo Domingo Tehuantepec, durch das ebene Küstenland nach Salina Cruz und erreicht am dortigen Hafen den Pazifik.

## Betrieb
Der Ferrocarril del Istmo de Tehuantepec verkehrt auf der mexikanischen Strecke Z und wird durch  Ferrocarril del Istmo de Tehuantepec, S.A. de C.V betrieben. Die Fahrzeit für die Gesamtstrecke beträgt knapp 6,5 Stunden.
Aktuell (Stand April 2025) fährt montags, mittwochs und samstags ein Zug morgens um 8 Uhr ab Coatzacoalcos, während der Gegenzug an Dienstagen, Freitagen und Sonntagen ebenfalls um 8 Uhr ab Salina Cruz verkehrt. Der Fahrpreis für eine einfache Fahrt in der Klasse Turista kostet 476 MXN, umgerechnet rund 21 EUR.